# Großes Kuba-Trichterohr

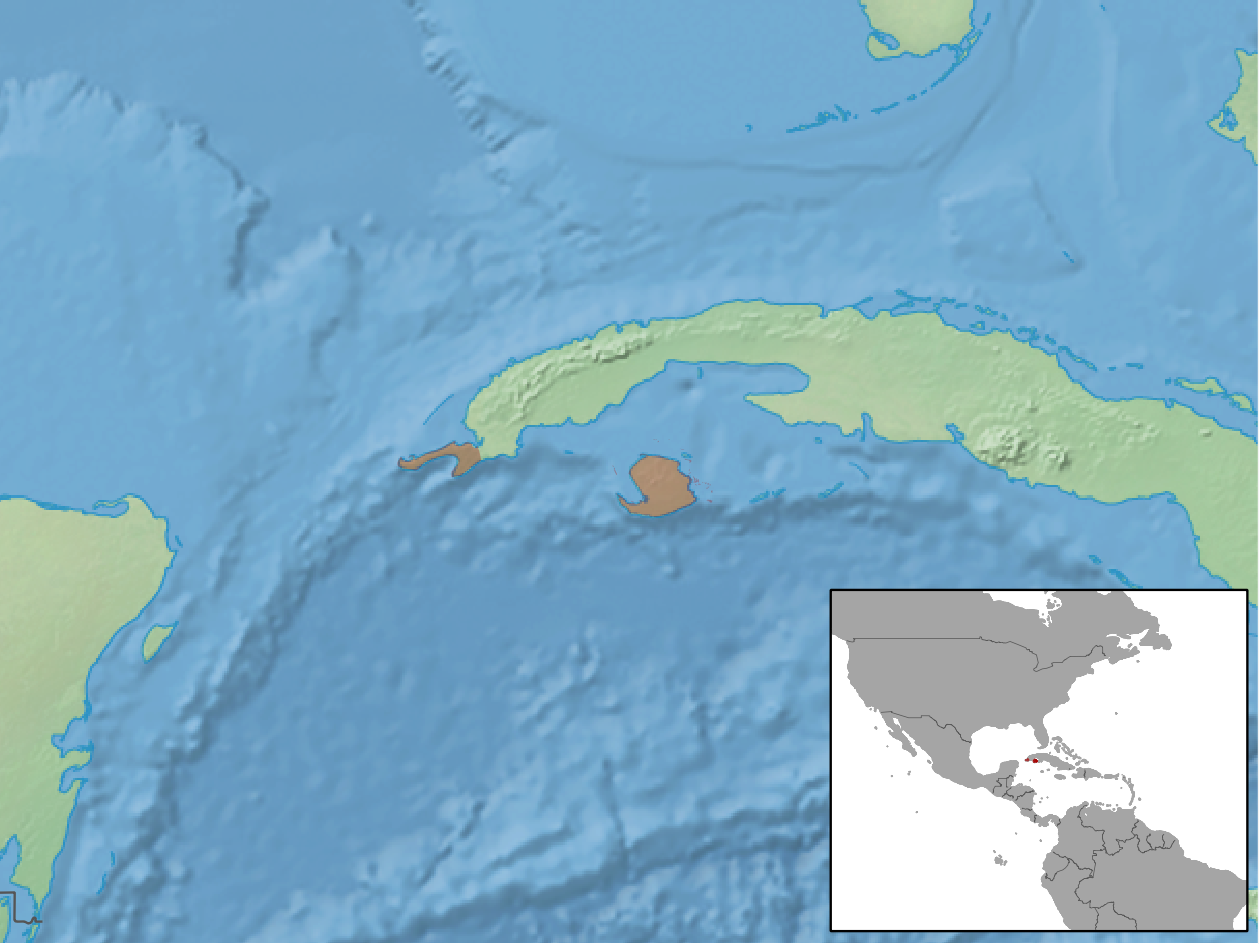
Verbreitungsgebiet des Großen Kuba-Trichterohrs (Text beachten)

Das Große Kuba-Trichterohr (Natalus primus) ist eine auf Kuba verbreitete Fledermaus in der Familie der Trichterohren. Die Population zählte zeitweilig als Synonym des Kleine-Antillen-Trichterohrs (Natalus stramineus).

## Merkmale
Erwachsene Exemplare erreichen eine Unterarmlänge von 47 bis 50 mm und ein Gewicht von 7 bis 9,5 g. Bei dieser Art kommen zwei Farbvarianten vor. Die Länge der trichterförmigen Ohren beträgt etwa 20 mm. Auf der Oberseite können die Spitzen der Haare gelbbraun, rotbraun oder dunkelbraun sein, wobei die Basis immer heller ist. Unterseits besitzen die Haare nur eine Farbe. Das Natalidenorgan der Männchen (Siehe: Trichterohren) ist flach und hat eine keilartige Form. An der Kante der Schwanzflughaut befindet sich ein Haarsaum. Verschiedene abweichende Schädelmerkmale unterscheiden die Art von anderen Gattungsmitgliedern.

## Verbreitung
Nach einem zwischenzeitlichen vermuteten Aussterben der Art konnte 1992 eine Population auf der westlichen Halbinsel Península de Guanahacabibes dokumentiert werden. Die Halbinseln sind mit Mangrovenwäldern und anderen Wäldern bedeckt. Die frühere Population auf der Isla de la Juventud gibt es nicht mehr. In historischer Zeit war die Art auch auf den Bahamas und den Cayman Islands verbreitet.

## Lebensweise
Die Exemplare ruhen am Tage in einer Höhle und bilden in den verschiedenen Bereichen Kolonien mit etwa 100 Mitgliedern. Sie jagen in der Nacht Nachtfalter, Langfühlerschrecken und Käfer sowie wenige andere Insekten. Nach der vermuteten Paarung im April konnten im Mai trächtige Weibchen registriert werden.
Der Flug dieser Fledermaus erinnert an einen Schmetterling. Bei den Rufen zur Echoortung nimmt die Frequenz nach einer Startfrequenz von etwa 73 kHz ab. Die Rufe bestehen aus drei Melodien. Jede Melodie ist ungefähr 1,8 Millisekunden lang. Das Große Kuba-Trichterohr teilt die Höhle mit zwölf anderen Fledermausarten. Gemischte Gruppen sind jedoch nicht bekannt.
Alle erwachsenen Exemplare sind in der frühen Nacht auf Nahrungssuche. Sie kehren vermutlich vor der Morgendämmerung zurück. Diese Fledermaus hat einen langsamen Flug und fliegt, nach bisherigen Erkenntnisstand, nicht weit. Die Exemplare leiden schon nach kurzer Zeit an Wassermangel.

## Gefährdung
Der Bestand ist durch Landschaftsveränderungen und Störungen in der Höhle bedroht. Das Dach der Höhle ist teilweise eingestürzt. Möglicherweise wirken sich Klimaveränderungen in Zukunft negativ aus. Auf der Halbinsel wurde ein Biosphärenreservat eingerichtet. Die IUCN listet das Große Kuba-Trichterohr als gefährdet (vulnerable) und befürchtet, dass es bald vom Aussterben bedroht ist.